# Двиведи, Упендра
Генерал Упендра Двиведи (англ. Upendra Dwivedi; род. 1 июля 1964, Мадхья-Прадеш, Индия) — индийский военнослужащий, 30-й начальник штаба Сухопутных войск Индии с 30 июня 2024 года, заместитель начальника штаба Сухопутных войск Индии с 19 февраля по 30 июня 2024 года, бывший главнокомандующий генерал-офицер Северным командованием Индии и IX армейским корпусом Сухопутных войск Индии.

## Биография

### Ранняя жизнь и образование
Упендра Двиведи получал своё начальное образование в школе Сайник в 1973—1981 годах, где он являлся одноклассником будущего начальника штаба Военно-морских сил Индии Динеша Кумара Трипати. После получения начального образования Двиведи поступил в Национальную академию обороны Индии, а позже в Индийскую военную академию, в которых он был удостоен синей и золотой медалей за физическую подготовку. Далее Упендра Двиведи посещал курсы высшего командования в Колледже персонала службы обороны и Военном колледже армии США.
Во время своей учёбы Двиведи был удостоен степеней магистра филологии, магистра в области обороны и менеджмента и двух степеней магистра стратегических исследований и военных наук. Также он во время юности представлял на различных форумах или публиковал в научных журналах научные статьи.

### Военная карьера

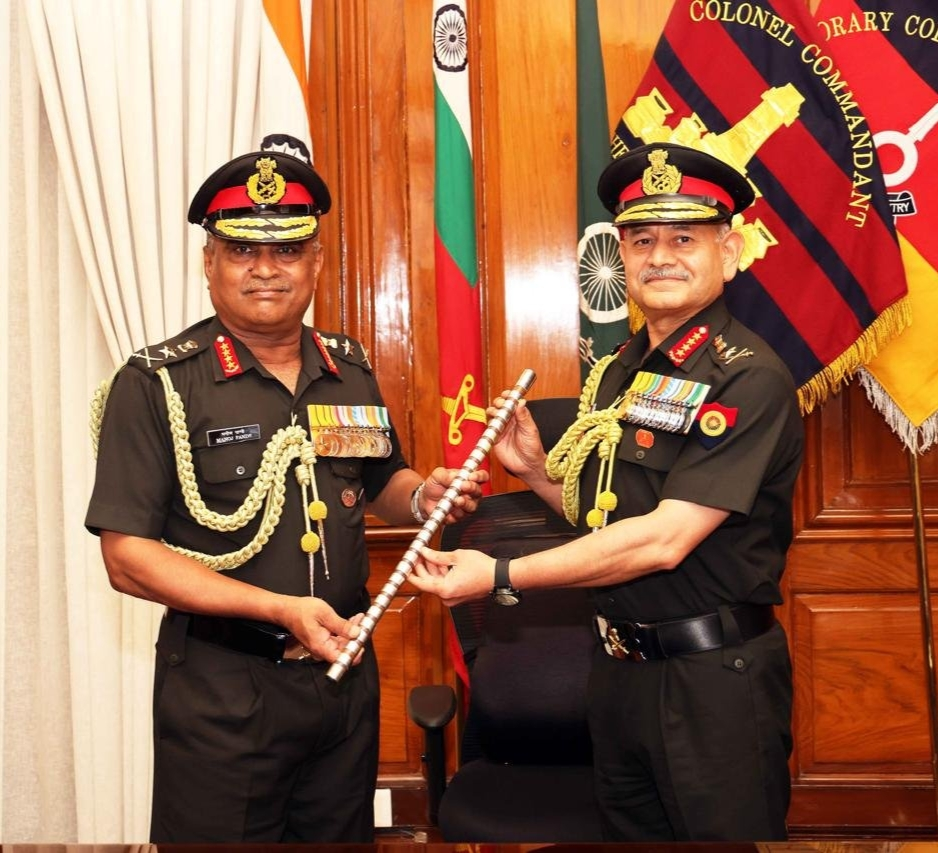
Манодж Панде передаёт жезл генерала Упендре Двиведи.

15 декабря 1984 года Двиведи был зачислен из Индийской военной академии в 18-й батальон стрелкового полка Джамму и Кашмира. Он командовал этим батальоном в Човкибале на территории Кашмира во время операции «Ракшак» и пустынях Раджастхана, а также одним из секторов Ассамского стрелкового подразделения в Манипуре во время операции «Носорог». Помимо этого, Упендра Двиведи служил генеральным инспектором Ассамского стрелкового подразделения и занимал другие различные должности в штабе и Северо-восточном командовании Индии.
За свою военную карьеру, длящуюся более 39 лет, Упендра Двиведи занимал различные должности в штабах бронетанковой бригады, горной дивизии, ударного корпуса и Объединённом штабе Министерства обороны Индии, в том числе должности инструктора Индийской военной академии, руководителя персоналом высшего командного звена Военного колледжа сухопутных войск. Также он служил в штаб-квартире миротворческой операции ООН в Сомали и в качестве индийского военного атташе на Сейшельских Островах. Позже Упендра Двиведи служил в штабе «IGAR (East)» и секторе «Cdr Assam Rifles» Ассамского стрелкового подразделения, а также участвовал в интенсивных антитеррористических операциях и занимал различные другие должности в штабе и Северо-восточном командовании Индии, где он стал автором первого сборника по регулированию индийско-мьянманской границы.
В феврале 2020 года Двиведи был назначен командующим IX корпусом Сухопутных войск Индии. Год спустя, в апреле 2021 года, Упендра Двиведи занял должность заместителя начальника штаба Сухопутных войск Индии по системам информирования и координации и во время пребывания в должности дал стимул к автоматизации и освоению нишевых технологий в Сухопутных войсках Индии.
1 февраля 2022 года Двиведи занял пост главнокомандующего генерал-офицера Северным командованием Индии, сменив в должности ушедшего в отставку генерал-лейтенанта Йогеша Кумара Джоши. Упендра Двиведи во время пребывания в должности работал над повышением технического уровня всех подразделений Северного командования Индии и продвигал различные перспективные технологии, такие как аналитика крупных данных, искусственный интеллект и технологии на основе кванта и блокчейна. Также он участвовал в модернизации и оснащении крупнейшего командования Индии, где руководил вводом в строй местного оборудования. Позже Двиведи объединил усилия жителей Джамму, Кашмира и Ладакха для достижения общих результатов в области государственного строительства и развития инфраструктуры.
19 февраля 2024 года генерал-лейтенант Упендра Двиведи занял должность 46-го заместителя начальника штаба Сухопутных войск Индии, сменив занявшего должность главнокомандующего генерал-офицера Северным командованием Индии генерал-лейтенанта М. В. Сучиндру Кумара.
11 июня 2024 года правительство Индии объявило о том, что Двиведи будет назначен следующим начальником Сухопутных войск Индии. 30 июня 2024 года Упендра Двиведи занял должность 30-го начальника штаба Сухопутных войск Индии, сменив после более чем четырёх десятилетий службы ушедшего в отставку генерала Маноджа Панде. На следующий день, 1 июля 2024 года, Упендра Двиведи был произведён в генералы.

## Звания
| Знак отличия | Звание            | Подразделение           | Дата присвоения                                            |
| ------------ | ----------------- | ----------------------- | ---------------------------------------------------------- |
|              | Второй лейтенант  | Сухопутные войска Индии | 15 декабря 1984 года                                       |
|              | Лейтенант         | Сухопутные войска Индии | 15 декабря 1986 года                                       |
|              | Капитан           | Сухопутные войска Индии | 15 декабря 1989 года                                       |
|              | Майор             | Сухопутные войска Индии | 15 декабря 1995 года                                       |
|              | Подполковник      | Сухопутные войска Индии | 16 декабря 2004 года                                       |
|              | Полковник         | Сухопутные войска Индии | 1 апреля 2006 года                                         |
|              | Бригадир          | Сухопутные войска Индии | 13 июня 2011 года (и. о.) 17 октября 2011 года (полностью) |
|              | Генерал-майор     | Сухопутные войска Индии | 1 декабря 2016 года                                        |
|              | Генерал-лейтенант | Сухопутные войска Индии | 15 июля 2019 года                                          |
|              | Генерал           | Сухопутные войска Индии | 1 июля 2024 года                                           |